# Cleora incompletaria
Cleora incompletaria là một loài bướm đêm trong họ Geometridae.